# Alcanar
Alcanar is een gemeente in de Spaanse provincie Tarragona in de regio Catalonië met een oppervlakte van 47 km². Alcanar telt 9.494 inwoners (1 januari 2016).
In 1978 kwam de gemeente in het nieuws door een explosie van een tankwagen met vloeibaar propeen ter hoogte van de ingang van de camping Los Alfaques. Hierbij vielen ten minste 215 doden.

## Demografische ontwikkeling
Bron: INE; 1857-2011: volkstellingen